# 大宜昌鳞毛蕨
大宜昌鳞毛蕨（学名：Dryopteris enneaphylla var. pseudosieboldii）为鳞毛蕨科鳞毛蕨属下的一个变种。有羽片4-8对，能育羽片宽约2-2.5厘米，不育羽片宽达4厘米，叶柄基部具狭披针形棕色鳞片。

## 扩展阅读
- 維基物種上的相關：大宜昌鳞毛蕨